# 韓洄
韓 洄（かん かい、732年 - 794年）は、唐代の官僚。字は幼深。本貫は京兆府長安県。

## 経歴
太子少師の韓休の子として生まれた。韓滉の弟にあたる。蔭官により弘文館生に補任された。任期を満了すると、吏部侍郎の達奚珣に召し出された。章懐太子陵令をつとめた。安禄山の乱が起こると、韓洄の家族7人が殺害され、韓洄は江南に避難した。乾元2年（759年）、睦州別駕に任じられた。劉晏の推挙により屯田員外郎となり、揚子院留後をつとめた。長安に召還されて諫議大夫となり、左補闕の李翰とともにしばしば利害を言上して、知制誥に抜擢された。韓洄は元載と仲が良く、大暦12年（777年）に元載が処刑されると、連座して邵州司戸同正員に左遷された。大暦14年（779年）、徳宗が即位すると、韓洄は淮南黜陟使として起用された。のちに戸部郎中となった。建中元年（780年）2月、再び諫議大夫となった。3月、戸部侍郎・判度支に転じた。韓洄は江淮七監の廃止や塩鉄の利権の節度使からの回収を上奏して、徳宗に聞き入れられた。
韓洄は楊炎と仲が良く、建中2年（781年）に楊炎が失脚すると、連座して罪に問われることにおびえた。韓滉の子の韓皋が楊炎の罪を弁護したことから、徳宗はこれを韓洄の意を受けたものとみなした。このため韓洄は蜀州刺史に左遷された。興元元年（784年）3月、入朝して兵部侍郎となった。6月、京兆尹に転じた。7月、御史大夫の位を加えられた。貞元2年（786年）1月、刑部侍郎の劉太真が宰相の盧杞の仲間として罪を得ると、韓洄は劉太真に代わって刑部侍郎となった。ほどなく再び兵部侍郎に転じた。貞元7年（791年）11月、国子祭酒に任じられた。貞元10年（794年）、死去した。享年は63。戸部尚書の位を追贈された。
子に韓曄（二王八司馬のひとり）があった。

## 伝記資料
- 『旧唐書』巻129 列伝第79
- 『新唐書』巻126 列伝第51